# Heath (Texas)
Heath es una ciudad ubicada en el condado de Rockwall en el estado estadounidense de Texas. En el Censo de 2010 tenía una población de 6.921 habitantes y una densidad poblacional de 249,79 personas por km².

## Geografía
Heath se encuentra ubicada en las coordenadas 32°50′42″N 96°28′39″O / 32.84500, -96.47750. Según la Oficina del Censo de los Estados Unidos, Heath tiene una superficie total de 27.71 km², de la cual 27.36 km² corresponden a tierra firme y (1.27%) 0.35 km² es agua.

## Demografía
Según el censo de 2010, había 6.921 personas residiendo en Heath. La densidad de población era de 249,79 hab./km². De los 6.921 habitantes, Heath estaba compuesto por el 93.06% blancos, el 1.81% eran afroamericanos, el 0.4% eran amerindios, el 1.81% eran asiáticos, el 0.01% eran isleños del Pacífico, el 1.23% eran de otras razas y el 1.68% pertenecían a dos o más razas. Del total de la población el 6.23% eran hispanos o latinos de cualquier raza.